# Újpesti TE
Újpesti TE este un club de hochei pe gheață din Újpest, Ungaria care evoluează în OB I bajnokság.

## Lotul de jucători 2009-2010
| Portari | Portari                 |
| ------- | ----------------------- |
| 3       | Ungaria Hajek Márk      |
| 33      | Ungaria Becze Zoltán    |
| 57      | Ungaria Sájevics András |

| Atacanți | Atacanți                   |
| -------- | -------------------------- |
| 51       | Ungaria Berta Ákos         |
| 12       | Ungaria Borbás Gergely     |
| 29       | Ungaria Buzás Norbert      |
| 29       | Slovacia Vladimir Dubek    |
| 10       | Ungaria Jankovics Péter    |
| 11       | Ucraina Kirichenko Vitali  |
| 45       | Ungaria Kiss Gábor         |
| 16       | Ungaria Németh Péter       |
| 88       | Ungaria Rafaj Attila       |
| 89       | Ungaria Roczanov Dezső     |
| 18       | Slovacia Ladislav Sikorcin |
| 86       | Ungaria Szajbert Patrik    |
| 77       | Ungaria Vörös Dávid        |

## Palmares
- OB I bajnokság:
  - (13) : 1958, 1960, 1965, 1966, 1968, 1969, 1970, 1982, 1983, 1985, 1986, 1987, 1988
- Cupa Ungariei (hochei):
  - (9) : 1965, 1966, 1970, 1971, 1972, 1985, 1986, 1988, 1990

## Jucători faimoși
- János Ancsin
- Attila Ambrus
- György Buzás
- Aleksandr Maltsev
- Sergei Svetlov
- Valeri Vasiliev
- Jindrich Kokrment
- Sergei Mylnikov
- Balázs Ladányi
- Jan Krulis
- Vitaly Davydov
- Józef Voskár
- Ján Zlocha